# Babua Kalan
Babua Kalan é uma vila no distrito de Dhanbad, no estado indiano de Jharkhand.

## Demografia
Segundo o censo de 2001, Babua Kalan tinha uma população de 8829 habitantes. Os indivíduos do sexo masculino constituem 55% da população e os do sexo feminino 45%. Babua Kalan tem uma taxa de literacia de 50%, inferior à média nacional de 59,5%; com 66% para o sexo masculino e 34% para o sexo feminino. 17% da população está abaixo dos 6 anos de idade.